# Chirindia ewerbecki
Chirindia ewerbecki är en ödleart som beskrevs av  Werner 1910. Chirindia ewerbecki ingår i släktet Chirindia och familjen Amphisbaenidae.

## Underarter
Arten delas in i följande underarter:
- C. e. ewerbecki
- C. e. nanguruwensis